# Leo (pel·lícula)
Leo és una pel·lícula dramàtica espanyola sobre amor i remordiments, escrita i dirigida per José Luis Borau i protagonitzada per Icíar Bollaín i Javier Batanero. Va ser nominada a sis Premis Goya l'any 2001 i va guanyar el premi al Millor Director. També va ser seleccionada per a participar al 22è Festival Internacional de Cinema de Moscou.

## Argument
Una confident de la policia, Leo, arriba a un polígon industrial d'extraradi i s'infiltra en un taller de costura de treballadores romaneses il·legals, que és una tapadora d'un negoci de drogues, gràcies a Salva, que hi treballa com a vigilant de seguretat. Aquest s'enamora d'ella i es deixa arrossegar pels seus plans per a venjar a la seva mare morta, Leonor. El passat de la protagonista està marcat per Gabo, un vell mestre d'arts marcials amb qui va mantenir una relació en la infància.

## Repartiment
- Icíar Bollaín - Leo.
- Javier Batanero - Salva.
- Valeri Jevlinski - Gabo.
- Rosana Pastor - Merche.
- Luis Tosar - Paco.
- Charo Soriano - Leonor.

## Premis
Premis Ondas 2000millor actor (Javier Batanero)
XV Premis Goya 2001
| Categoria                            | Persona                           | Resultat  |
| ------------------------------------ | --------------------------------- | --------- |
| Premi Goya a la millor pel·lícula    | Premi Goya a la millor pel·lícula | Nominat   |
| Premi Goya al millor director        | José Luis Borau                   | Guanyador |
| Premi Goya al millor actor revelació | Javier Batanero                   | Nominat   |
| Premi Goya a la millor actriu        | Icíar Bollaín                     | Nominada  |
| Premi Goya al millor guió original   | José Luis Borau                   | Nominat   |
| Premi Goya al millor muntatge        | José Salcedo Palomeque            | Nominat   |